# GE Good Ending
GE Good Ending (ＧＥ〜グッドエンディング〜) est un shōnen manga écrit et illustré par Kei Sasuga. Il a été prépublié entre août 2009 et janvier 2013 dans le magazine Weekly Shōnen Magazine de l'éditeur Kōdansha, et a été compile en un total de seize tomes. La version française est éditée par Kana depuis septembre 2012.

## Synopsis
Seiji Utsumi, lycéen réservé, se contentait d'observer de loin et d'aimer secrètement la belle Shô jusqu'au jour où Yuki Kurokawa, une camarade de classe de Seiji, décide de donner un coup de pouce au destin.

## Personnages
Seiji Utsumi (内海 聖志, Utsumi Seiji)
Lycéen réservé, transie d'amour pour Sho. Kurokawa l'aide à murir.
Yuki Kurokawa (黒川 雪, Kurokawa Yuki)
Camarade de classe d'Utsumi. L'aide dans ses problèmes affectifs avec Sho.
Sho Itekawa (池谷 晶, Itekawa Sho)
Premier amour d'Utsumi. Fille très maladroite. Capitaine du club de tennis.
Eri Takiguchi (滝口 瑛理, Takiguchi Eri)
Amie de longue date de Kurokawa. Apparait véritablement dans le tome 2 avec une requête surprenante, puis deviendra son amie.
Tsukasa Izumi (泉 司, Izumi Tsukasa)
Ami d'Utsumi.
Tetsuya Kono (河野 哲也, Kono Tetsuya)
Ami d'Utsumi.
Risa Onuma (大沼 理沙, Onuma Risa)
Collègue d'Utsumi en restauration rapide. Elle développe rapidement des sentiments à son encontre.

## Manga

### Fiche technique
- Édition japonaise : Kōdansha
  - Nombre de volumes sortis : 16 (terminé)
  - Date de première publication : janvier 2010
  - Prépublication : Weekly Shōnen Magazine
- Édition française : Kana
  - Nombre de volumes sortis  : 16 (terminé)
  - Date de première publication : septembre 2012
  - Format : 115 mm x 175 mm

### Liste des chapitres
| no | Japonais          | Japonais          | Français          | Français          |
| no | Date de sortie    | ISBN              | Date de sortie    | ISBN              |
| --- | ----------------- | ----------------- | ----------------- | ----------------- |
| 1 | 15 janvier 2010   | 978-4-06-384241-8 | 7 septembre 2012  | 978-2-5050-1535-2 |
| Liste des chapitres : - Chapitre 1 : Le pistolet de départ - Chapitre 2 : Un pas - Chapitre 3 : L'expression - Chapitre 4 : Le renversement - Chapitre 5 : La poursuite - Chapitre 6 : Après la pluie - Chapitre 7 : La répétition - Chapitre 8 : Faute                                                                                                   |                   |                   |                   |                   |
| 2 | 17 mars 2010      | 978-4-06-384272-2 | 7 septembre 2012  | 978-2-5050-1536-9 |
| Liste des chapitres : - Chapitre 9 : Mauvaise interprétation - Chapitre 10 : Remarque - Chapitre 11 : Décision - Chapitre 12 : La discorde - Chapitre 13 : Point final - Chapitre 14 : Peine de cœur et... - Chapitre 15 : Ami - Chapitre 16 : Un rival ? - Chapitre 17 : Compréhension - Chapitre 18 : Le cadeau                                         |                   |                   |                   |                   |
| 3 | 17 juin 2010      | 978-4-06-384316-3 | 16 novembre 2012  | 978-2-5050-1568-0 |
| Liste des chapitres : - Chapitre 19 : Le revers - Chapitre 20 : Les faits - Chapitre 21 : La découverte - Chapitre 22 : Le transfert - Chapitre 23 : Le rendez-vous (1) - Chapitre 24 : Le rendez-vous (2) - Chapitre 25 : Le rendez-vous (3) - Chapitre 26 : Le rendez-vous (4) - Chapitre 27 : Perdu de vue - Chapitre 28 : Suspicion                   |                   |                   |                   |                   |
| 4 | 17 août 2010      | 978-4-06-384349-1 | 18 janvier 2013   | 978-2-5050-1688-5 |
| Liste des chapitres : - Chapitre 29 : La rupture - Chapitre 30 : La pluie - Chapitre 31 : Collision - Chapitre 32 : Confusion - Chapitre 33 : Un rythme rapide - Chapitre 34 : Je n'abandonnerai jamais - Chapitre 35 : Arrêt sur image - Chapitre 36 : Le baiser - Chapitre 37 : Prendre un cœur - Chapitre 38 : Se sentir petit                         |                   |                   |                   |                   |
| 5 | 15 octobre 2010   | 978-4-06-384387-3 | 15 mars 2013      | 978-2-5050-1761-5 |
| Liste des chapitres : - Chapitre 39 : Tentation - Chapitre 40 : Secret - Chapitre 41 : La question - Chapitre 42 : Tu es la première - Chapitre 43 : Amitié - Chapitre 44 : Le revoir - Chapitre 45 : Son regard - Chapitre 46 : L'appel - Chapitre 47 : Les vagues - Chapitre 48 : La suivre                                                             |                   |                   |                   |                   |
| 6 | 17 janvier 2011   | 978-4-06-384432-0 | 7 juin 2013       | 978-2-5050-1770-7 |
| Liste des chapitres : - Chapitre 49 : Le petit ami - Chapitre 50 : Le manque - Chapitre 51 : Une grande envie - Chapitre 52 : La fête - Chapitre 53 : Embrasse-moi - Chapitre 54 : Le feu d'artifice - Chapitre 55 : Opportunité - Chapitre 56 : Le premier jour - Chapitre 57 : Tes mots - Chapitre 58 : L'un et l'autre                                 |                   |                   |                   |                   |
| 7 | 17 mars 2011      | 978-4-06-384464-1 | 20 septembre 2013 | 978-2-5050-1771-4 |
| Liste des chapitres : - Chapitre 59 : Sans retour - Chapitre 60 : Le soleil couchant - Chapitre 61 : La rencontre - Chapitre 62 : La raison - Chapitre 63 : La confiance - Chapitre 64 : L'attente - Chapitre 65 : Versus - Chapitre 66 : Yuki - Chapitre 67 : Le choc - Chapitre 68 : La chasse                                                          |                   |                   |                   |                   |
| 8 | 17 juin 2011      | 978-4-06-384509-9 | 6 décembre 2013   | 978-2-5050-1772-1 |
| Liste des chapitres : - Chapitre 69 : I love you - Chapitre 70 : Âme amoureuse - Chapitre 71 : Baiser et larmes - Chapitre 72 : Se croiser - Chapitre 73 : Le numéro de téléphone - Chapitre 74 : Une sœur - Chapitre 75 : Précieux - Chapitre 76 : Doux bonheur - Chapitre 77 : De nouveau - Chapitre 78 : L'anniversaire                                |                   |                   |                   |                   |
| 9 | 17 août 2011      | 978-4-06-384536-5 | 21 mars 2014      | 978-2-5050-1773-8 |
| Liste des chapitres : - Chapitre 79 : Le souvenir - Chapitre 80 : Danger - Chapitre 81 : Un homme et une femme - Chapitre 82 : Un déséquilibre - Chapitre 83 : Une fille étrange - Chapitre 84 : Le voyage - Chapitre 85 : Le jour et la nuit - Chapitre 86 : Impulsion - Chapitre 87 : La réponse - Chapitre 88 : Après l'obscurité                      |                   |                   |                   |                   |
| 10 | 17 novembre 2011  | 978-4-06-384582-2 | 20 juin 2014      | 978-2-5050-1774-5 |
| Liste des chapitres : - Chapitre 89 : Une expérience - Chapitre 90 : Le photographe - Chapitre 91 : De nouveau seul - Chapitre 92 : Changer ma vie - Chapitre 93 : Wish - Chapitre 94 : Pareil - Chapitre 95 : Cours de soutien - Chapitre 96 : Double rendez-vous - Chapitre 97 : Noël - Chapitre 98 : La neige                                          |                   |                   |                   |                   |
| 11 | 17 janvier 2012   | 978-4-06-384616-4 | 5 septembre 2014  | 978-2-5050-1775-2 |
| Liste des chapitres : - Chapitre 99 : Douce nuit - Chapitre 100 : Le nouvel an - Chapitre 101 : Le décalage - Chapitre 102 : Home Sweet Home - Chapitre 103 : Pourquoi ? - Chapitre 104 : La tendresse - Chapitre 105 : En cachette - Chapitre 106 : La ligne - Chapitre 107 : Le monologue - Histoire annexe : Another Holy Night                        |                   |                   |                   |                   |
| 12 | 17 avril 2012     | 978-4-06-384646-1 | 5 décembre 2014   | 978-2-5050-6068-0 |
| Liste des chapitres : - Chapitre 108 : Célébration - Chapitre 109 : Pureté - Chapitre 110 : Inquiétude - Chapitre 111 : La Saint-Valentin - Chapitre 112 : Incitation - Chapitre 113 : Escapade nocturne - Chapitre 114 : Confusion dans le placard - Chapitre 115 : Quand la neige est chaude - Chapitre 116 : Mise au point - Chapitre 117 : La fissure |                   |                   |                   |                   |
| 13 | 15 juin 2012      | 978-4-06-384691-1 | 20 mars 2015      | 978-2-5050-6273-8 |
| Liste des chapitres : - Chapitre 118 : La limite - Chapitre 119 : L'explosion - Chapitre 120 : Les amants - Chapitre 121 : Une raison particulière - Chapitre 122 : Nostalgie - Chapitre 123 : Les gages - Chapitre 124 : À sens unique - Chapitre 125 : La demande - Chapitre 126 : Les progrès - Chapitre 127 : La réflexion                            |                   |                   |                   |                   |
| 14 | 14 septembre 2012 | 978-4-06-384739-0 | 5 juin 2015       | 978-2-5050-6274-5 |
| Liste des chapitres : - Chapitre 128 : Les excuses - Chapitre 129 : Image rémanente - Chapitre 130 : Deux mondes - Chapitre 131 : Monologue - Chapitre 132 : Sympathie - Chapitre 133 : Je veux - Chapitre 134 : Mauvaises nouvelles - Chapitre 135 : Vas-tu y aller ? - Chapitre 136 : Trouvée - Chapitre 137 : Laisse-moi                               |                   |                   |                   |                   |
| 15 | 17 décembre 2012  | 978-4-06-384786-4 | 2 octobre 2015    | 978-2-5050-6275-2 |
| Liste des chapitres : - Chapitre 138 : Le commencement - Chapitre 139 : Tôru - Chapitre 140 : Souffrance - Chapitre 141 : Se lancer - Chapitre 142 : Encouragement - Chapitre 143 : Changement de mode - Chapitre 144 : Discussion - Chapitre 145 : Conclusion - Chapitre 146 : Triste séparation - Chapitre 147 : Rayon de lune                          |                   |                   |                   |                   |
| 16 | 15 février 2013   | 978-4-06-384815-1 | 11 décembre 2015  | 978-2-5050-6276-9 |
| Liste des chapitres : - Chapitre 148 : La nuit - Chapitre 149 : Enlevée - Chapitre 150 : Les recherches - Chapitre 151 : Par amour - Chapitre 152 : Un moment - Chapitre 153 : Le regard vaillant - Chapitre 154 : L'être le plus cher - Chapitre 155 : Ever Last Ending - Chapitre 156 : Good Ending - Épilogue                                          |                   |                   |                   |                   |